# Empoasca betuleti
Empoasca betuleti är en insektsart som beskrevs av Vilbaste 1965. Empoasca betuleti ingår i släktet Empoasca och familjen dvärgstritar. Inga underarter finns listade i Catalogue of Life.